# Hélène Hatzfeld
Pour les articles homonymes, voir Hatzfeld (homonymie).
Hélène Hatzfeld (née le 21 juin 1950 à Lyon) est une politologue française.

## Biographie
Docteur d'État en science politique (1987), agrégée de lettres classiques, elle est maître de conférences à l'Institut d'études politiques de Paris et enseigne les sciences humaines et sociales à l'École nationale supérieure d'architecture de Lyon. 
Ses thèmes de spécialisation portent sur l'histoire politique des années 1970 (conceptions de la démocratie et du politique dans les partis de gauche, associations et nouveaux mouvements sociaux) ainsi que sur l'évolution des concepts et des outils d'analyse, de conception et de représentation des espaces libres dans les villes périphériques (des années 1960 à aujourd'hui).

## Ouvrages
- La politique à la ville. Inventions citoyennes à Louviers (1965-1983), Presses Universitaires de Rennes, 2018
- Les légitimités ordinaires : au nom de quoi devrions-nous nous taire ?, Paris, L'Harmattan, 2011
- Faire de la politique autrement. Les expériences inachevées des années 1970, Presses Universitaires de Rennes, 2005
- (dir.), Dictionnaire de la gauche, Paris, Larousse, coll. « À présent », 2007  (ISBN 2035826195)
- Banlieues, villes de demain : Vaulx-en-Velin au-delà de l'image, Éditions du CERTU, 2000
- avec Jackie Spiegelstein, Méthodologie de l'observation sociale, Dunod, 2000
- Construire de nouvelles légitimités en travail social, Dunod, 1998